# 能代市警察
能代市警察（のしろしけいさつ）は、かつて存在した秋田県能代市の自治体警察。

## 概要
旧警察法の施行で、従来の秋田県警察部が解体され、1948年（昭和23年）3月7日に能代市警察署が設置された。
その後、1954年（昭和29年）に、旧警察法が全面改正される形で新警察法が公布された。これにより国家地方警察と自治体警察が廃止され、新たに都道府県警察として秋田県警察本部が発足。能代市警察も秋田県警察に統合され、姿を消した。